# Shuanghu
Shuanghu (en chino, 双湖; pinyin, Shuānghú, léase Shuáng-Ju) también conocida por su nombre tibetano Tsonyi (en tibetano: མཚོ་གཉིས, wylie: mtsho gnyis, ZWPY: Conyi) es un condado bajo la administración directa de la Prefectura Nagqu en la Región autónoma del Tíbet, República Popular China. Su área es 126 623 km² y su población total para 2012 fue cercana a los 12 mil habitantes.
Tanto el nombre tibetano como el chino se traducen como "lago gemelo" o "dos lagos", los dos lagos se conocen como Khangro y lago Rêjo  respectivamente. El condado se encuentra a una altura muy elevada, en su mayoría por encima de los 5000 m s.n.m., y está escasamente poblado. La gran mayoría de su población practica el pastoreo nómada (principalmente cabras y ovejas). El clima es muy frío, durante todo el año la temperatura más alta registrada es de +2,3 °C (julio de 2000), la más baja -62,4 °C (enero de 2006).

## Administración
El condado de Shuanghu se divide en 7 pueblos que se administran en 1 poblados y 6 villas.